# خانق دليني
خانق دليني (باللغة الروسية:Длинный каньон) هو محجر مغمور بلماء يقع على أراضي منطقة كامينسك في منطقة روستوف أوبلاست في روسيا.

## تاريخ
في إقليم أخدود دليني كان هناك محجر حجري. في السبعينات، أثناء أعمال الحفار، حدث شيء غير متوقع جعل المحجر مملوءًا بالماء. ملأت المياه المحجر بسرعة كبيرة بحيث لم يكن لدى العمل الوقت الكافي لنقل الألات التي غمرتها المياه والتي لا تزال هناك حتى إلى يومنا هذا.

## وصف
يعتبر أخدود دليني أكبر محجر مغمور بالفيضانات في منطقة روستوف. على أراضيها شكلت بحيرة، طوله 2 كيلومتر 200 متر. يقع المحجر على بعد 6 كيلومترات جنوب غرب قرية تشيستوزورني وعلى بعد 10 كيلومترات إلى الجنوب الشرقي من مدينة كامينسك-شاختينسكي. الحد الأقصى لعرض البحيرة حوالي 100 متر. عمق البحيرة حوالي من 30 إلى 50 مترا. يتم وصول الماء إلى البحيرة بواسطة الينابيع المتواجدة تحت الأرض، يبقى الماء باردا حتى لو كانت درجات الحرارة مرتفعة. إن ضفاف الموقع صخرية وحادة، تصل إلى ارتفاع 40 متراً.